# Culpa post contractum finitum
Als culpa post contractum finitum (von lat. culpa = Schuld, hier: Verschulden; post = nach; contractum finitum = beendeter beziehungsweise  abgewickelter Vertrag) bezeichnet man im allgemeinen Schuldrecht eine Rechtsfigur, die im Rahmen eines Schuldverhältnisses einen Anspruch auf Schadensersatz für nachvertragliche Pflichtverletzungen gewährt. Teilweise wird diese Konstellation auch als culpa post pactum perfectum oder culpa post pactum finitum bezeichnet.
Sie war ursprünglich nicht ausdrücklich gesetzlich normiert, sondern wurde von Rechtsprechung und Rechtswissenschaft im Laufe der Zeit entwickelt. Seit der Schuldrechtsmodernisierung im Jahr 2002 kann sie jedoch auf den allgemeinen Tatbestand der Pflichtverletzung (§ 280 Abs. 1 BGB) gestützt werden. Ausgangspunkt ist die Verletzung einer vertraglichen Nebenpflicht; die Verletzung einer Hauptpflicht kann schon aufgrund der Beendigung des Vertrages nicht in Betracht kommen.

## Bedeutung
Die culpa post contractum finitum erfasst Pflichtverletzungen beziehungsweise Leistungsstörungen, die erst nach Beendigung eines Vertrages neu begründet werden. Im Gegensatz dazu werden Störungen, die sich bei der Vertragsanbahnung, also vor Vertragsschluss ereignen, von der sogenannten culpa in contrahendo erfasst. Pflichtverletzungen während der Durchführung des Vertrags werden als positive Vertragsverletzung bezeichnet. Da diese nachwirkenden Pflichten einem vertraglichen Schuldverhältnis zugeordnet werden können, wird ihre Verletzung überwiegend wie eine Schlechterfüllung behandelt, das heißt einer positiven Forderungsverletzung gleichgestellt. Nach anderer Ansicht handelt es sich dabei um Deliktstatbestände, die jedoch aus praktischen Gründen, insbesondere der Unzulänglichkeit des Deliktsrechts dem Vertragsrecht  unterworfen werden. So entfällt bei der (nach-)vertraglichen Haftung etwa die deliktsrechtliche Exkulpationsmöglichkeit des § 831 BGB.

### Nebenpflichten im Allgemeinen
Im Rahmen eines Schuldverhältnisses können zwischen den Vertragsparteien neben den eigentlichen Haupt(leistungs)pflichten (etwa beim Kaufvertrag die Pflicht zur Übereignung der Kaufsache einerseits und die Pflicht zur Zahlung des Kaufpreises andererseits) vielfältige Nebenpflichten bestehen, die teilweise auch als Begleitpflichten bezeichnet werden. Diese Pflichten wurden früher aus dem Grundsatz von Treu und Glauben hergeleitet und sind seit der zum 1. Januar 2002 in Kraft getretenen Schuldrechtsmodernisierung in § 241 Absatz 2 BGB ausdrücklich normiert. 
Art und Umfang der Nebenpflichten richten sich nach dem jeweiligen Schuldverhältnis. Es handelt sich dabei hauptsächlich um Schutz- oder Fürsorgepflichten, die nicht selbständig einklagbar sind, deren Verletzung jedoch einen Anspruch auf Schadensersatz begründen kann. Standardbeispiel ist die Pflicht des Verkäufers, die Kaufsache vor dem Versand ordnungsgemäß zu verpacken.
Im vorliegenden Zusammenhang sind jedoch hauptsächlich die sogenannten Schutzpflichten von Interesse, das heißt die Pflicht, sonstige Rechtsgüter des Vertragspartners nicht zu schädigen. Die Lehre von diesen Schutzpflichten geht auf Heinrich Stoll zurück, der 1936 erstmals zwischen Leistungspflichten und Schutzpflichten unterschied. Nach seiner Definition beeinträchtigt die Verletzung von Schutzpflichten „nicht den Leistungserfolg, sondern schädigt nur den Gegner in seinen sonstigen Rechtsgütern.“ Man spricht in diesem Zusammenhang auch vom Schutz des vorhandenen status quo, anstelle des noch zu erreichenden status ad quem.

### Nachwirkende Treuepflichten
Diese Nebenpflichten bestehen teilweise auch nach Beendigung des Vertrags fort und sind darauf gerichtet, nach der Erfüllung der eigentlichen Hauptpflicht bestimmte Handlungen vorzunehmen oder zu unterlassen.
Nach der von Claus-Wilhelm Canaris begründeten „Theorie des einheitlichen gesetzlichen Schutzverhältnisses“ haben alle nicht rechtsgeschäftlich vereinbarten Schutzpflichten ihre Grundlage in einem früher auf den Grundsatz von Treu und Glauben, heute auf § 241 Abs. 2 BGB gestützten einheitlichen gesetzlichen Schutzverhältnis, das mit der Aufnahme von Vertragsverhandlungen beginnen soll und auch über das Erfüllungsstadium hinaus noch fortdauern kann. Nach dieser Ansicht erübrigt sich die Unterscheidung von vorvertraglichen, vertraglichen und nachvertraglichen Schutzpflichten, da die Schutzpflichten stets ihren gesetzlichen Charakter beibehalten und nicht in vertragliche „umschlagen“ würden. Demnach existiert nur eine einheitliche, ihrer Natur nach deliktische, Schutzpflicht, die erst enden soll, „wenn auch die letzte Rechtsbeziehung zwischen den Beteiligten erloschen ist.“
Im Gegensatz zu dieser „Einheitstheorie“ geht die herrschende Ansicht in der Literatur mit dem Bundesgerichtshof im Rahmen der „Umschlagstheorie“ davon aus, dass sich die Rechtsnatur der Schutzpflichten mit dem Vertragsschluss ändert.
Keine nachwirkenden Vertragspflichten in diesem Sinne sind jedoch die sogenannten Vertragsfortwirkungen, Vereinbarungen der Parteien für die Zeit nach Vertragsende, wie beispielsweise Geheimhaltungspflichten, Wettbewerbsverbote, oder die in § 630 BGB geregelte Zeugnispflicht des Arbeitgebers. Kennzeichnend für diese Pflichten ist, dass sie ausdrücklich vereinbart wurden.
Im Unterschied dazu ergeben sich die eigentlichen nachwirkenden Pflichten aus dem Gesetz oder durch Auslegung. Es handelt sich dabei hauptsächlich um Unterlassungs-, Mitteilungs- oder Aufklärungspflichten. Schon das Reichsgericht hatte anerkannt, „dass sich auch bei einem durch die beiderseitigen Leistungen erfüllten Warenumsatzgeschäft Nachwirkungen ergeben können, insbesondere die Verpflichtung einer Partei, alles zu unterlassen, was den Vertragszweck gefährden oder vereiteln könnte.“ Es hat daher beispielsweise entschieden, dass ein Vermieter verpflichtet sei, das Hinweisschild eines umgezogenen Arztes oder Rechtsanwalts noch angemessene Zeit nach Mietende zu dulden. Entsprechend haftet bei einer Forderungsabtretung der Verkäufer einer Forderung (Zedent) dem Käufer (Zessionar) auf Schadensersatz, wenn er die Forderung trotz der Veräußerung noch einzieht und der Käufer dies gemäß § 407 BGB gegen sich gelten lassen muss.
Dieser Rechtsprechung hat sich der Bundesgerichtshof ausdrücklich angeschlossen und geht in ständiger Rechtsprechung davon aus, „dass auch nach der eigentlichen Vertragsabwicklung im Rahmen des Zumutbaren unter dem Gesichtspunkt von Treu und Glauben gewisse ‚nachvertragliche’ Handlungs- oder Unterlassungspflichten bestehen können, damit dem Vertragspartner nicht unverhältnismäßige, mit der vorhergegangenen Vertragserfüllung zusammenhängende Schäden entstehen. Dazu zählt insbesondere das Verbot, dem Gläubiger die durch Vertrag gewährten Vorteile wieder zu entziehen oder wesentlich zu schmälern, und die Pflicht, alles zu unterlassen, was den Vertragszweck gefährden oder vereiteln könnte.“
Unter diesem Gesichtspunkt soll auch ein Verkäufer technischer Produkte verpflichtet sein, die Ersatzteilversorgung für seine Kunden während eines „angemessenen Zeitraums“ sicherzustellen, wobei sich die Angemessenheit aus der üblichen Lebensdauer des Produkte ergibt.
Eine weitere Ausprägung der nachvertraglichen Treuepflicht besteht darin, den jeweiligen Vertragspartner nicht mit offensichtlich unbegründeten Forderungen zu überziehen. Wird diese Pflicht verletzt, kann dem Gegner ein Schadensersatzanspruch im Hinblick auf die zur außergerichtlichen Abwehr der Forderung aufgewendeten Rechtsanwaltskosten zustehen. Dies gilt etwa für die Rückforderung von auf Mieterhöhungsbegehren geleisteten Zahlungen nach Beendigung des Mietvertrags, wenn der Mieter der Erhöhung ausdrücklich zugestimmt hatte. Im Rahmen eines Schenkungsvertrags kann die Rückforderung der Zuwendung mit der (unwahren) Begründung, es habe sich um ein Darlehen gehandelt, eine nachvertragliche Pflichtverletzung darstellen.
In beiden Fallkonstellationen ist ein Verschulden zu bejahen, wenn die geltend gemachte Forderung offenkundig von Rechts wegen nicht besteht und der vermeintliche Gläubiger dies zumindest fahrlässig nicht erkannt hat, wobei er sich das Verschulden seines Rechtsanwalts gem. § 278 BGB zurechnen lassen muss.
Bei einem aufschiebend bedingten Vertrag (§ 158 Abs. 1 BGB) sollen diese Pflichten nach Ansicht des BGH auch fortbestehen, wenn die Bedingung nicht eintritt, denn es sei anerkannt, dass auch bedingte Vertragsverhältnisse während des Schwebezustandes vor Bedingungseintritt gegenseitige Treuepflichten, deren Verletzung einen Schadensersatzanspruch aus positiver Vertragsverletzung rechtfertigen kann, auslösen. Wenn aber durch den Abschluss eines aufschiebend bedingten Vertrages Bindungen schon vor Eintritt der Bedingung entstehen, die beide Parteien verpflichten, sich während des Schwebezustandes vertragstreu zu verhalten und dafür zu sorgen, dass den Belangen des anderen Teils Rechnung getragen wird, sei es nur konsequent, auch ab Beendigung des Schwebezustandes diejenigen Grundsätze anzuwenden, die sonst für die Zeit nach der Abwicklung oder nach dem Scheitern eines Vertrages aufgestellt worden sind und ebenfalls zu einer Schadensersatzpflicht führen können.

### Rechtsfolgen
Verletzt nun der Schuldner in schuldhafter Weise eine derartige nachwirkende Pflicht und entsteht dem Gläubiger dadurch ein Schaden, ist der Schuldner dem Gläubiger ebenso zum Ersatz dieses Schadens verpflichtet, wie bei der Verletzung einer Nebenpflicht im Rahmen der Durchführung des Vertrags. Es besteht ein Schadensersatzanspruch aus § 280 Abs. 1 BGB. Daneben kommt jedoch auch ein Rücktritt vom Vertrag gemäß § 323 BGB in Betracht, wenn der ursprünglich geschuldete Leistungserfolg vereitelt worden ist. Bei Verstößen gegen Wettbewerbsverbote soll auch eine Verwirkung vertraglicher Abfindungsansprüche möglich sein.

## Sonstiges
- Latein im Recht